# Albert Sarraut
Albert Pierre Sarraut (28 de julho de 1872, Bordéus - 26 de novembro de 1962, Paris ) foi um político radical francês, duas vezes primeiro-ministro durante a Terceira República.

## Biografia
Sarraut nasceu em 28 de julho de 1872 em Bordeaux, Gironde, França.
Em 14 de março de 1907, Sarraut, senador de Aude e subsecretário de Estado do Interior, foi ridicularizado por Clemenceau por tentar defender o caso de seu eleitorado durante a revolta dos viticultores de Languedoc. Clemenceau disse a Sarraut: "Eu conheço o Sul, tudo terminará com um banquete". Após grandes manifestações na região vinícola em junho de 1907, Clemenceau pediu a Sarraut que trouxesse o líder Ernest Ferroul para a mesa de negociações. Ferroul lhe disse: "Quando temos três milhões de homens atrás de nós, não negociamos".  A partir de 17 de junho de 1907, o Midi foi ocupado por 22 regimentos de infantaria e 12 regimentos de cavalaria. A gendarmaria foi condenada a prender os líderes das manifestações. Sarraut recusou-se a endossar esta política e renunciou ao governo.
Foi governador-geral da Indochina Francesa, de 1912 a 1914 e de 1917 a 1919. Embora Sarraut fosse celebrado pela reforma da educação nativa, sua motivação era um exemplo de paternalismo. Ele acreditava que os vietnamitas não poderiam ser civilizados até que seu pensamento, costumes e instituições espelhassem os dos franceses. De acordo com Hue Tam Ho Tai, se o argumento de Sarraut fosse levado à sua conclusão lógica, os vietnamitas, ela escreve, "mereceriam independência do domínio francês apenas quando não desejassem mais ser vietnamitas, mas franceses de pele amarela". Albert Sarraut apoiou ativamente a preservação e o desenvolvimento das artes nativas, por exemplo, apoiando o estudioso de arte francês George Groslier na preservação das artes e tradições culturais do Camboja e no financiamento do projeto e construção do Museu Nacional do Camboja. Em 18 de janeiro de 1920, ele substituiu Henry Simon como Ministro das Colônias.
Em 10 de julho de 1940, Sarraut votou a favor de conceder ao Gabinete presidido pelo marechal Philippe Pétain autoridade para elaborar uma nova constituição, efetivamente encerrando a Terceira República Francesa e estabelecendo a França de Vichy. Depois disso Sarraut se aposentou da política. Ele assumiu o controle do jornal da família, La Dépêche de Toulouse, depois que o editor, seu irmão Maurice Sarraut, foi morto pela Milice em 1943.
Sarraut morreu em Paris em 26 de novembro de 1962. O Lycée Albert Sarraut em Hanói recebeu seu nome.

## Primeiro Ministério de Sarraut, 26 de outubro – 26 de novembro de 1933
Ver Gabinete Sarraut I
- Albert Sarraut - Presidente do Conselho e Ministro da Marinha
- Albert Dalimier - Vice-Presidente do Conselho e Ministro da Justiça
- Joseph Paul-Boncour - Ministro das Relações Exteriores
- Édouard Daladier - Ministro da Guerra
- Camille Chautemps - Ministro do Interior
- Georges Bonnet - Ministro das Finanças
- Abel Gardey – Ministro do Orçamento
- Eugène Frot – Ministro do Trabalho e Previdência Social
- Jacques Stern - Ministro da Marinha Mercante
- Pierre Cot - Ministro do Ar
- Anatole de Monzie – Ministro da Educação Nacional
- Hippolyte Ducos – Ministro das Pensões
- Henri Queuille - Ministro da Agricultura
- François Piétri - Ministro das Colônias
- Joseph Paganon – Ministro das Obras Públicas
- Émile Lisbonne – Ministro da Saúde Pública
- Jean Mistler - Ministro dos Correios, Telégrafos e Telefones
- Laurent Eynac - Ministro do Comércio e Indústria

## Segundo Ministério de Sarraut, 24 de janeiro – 4 de junho de 1936
Ver Gabinete Sarraut II
- Albert Sarraut - Presidente do Conselho e Ministro do Interior
- Pierre Étienne Flandin - Ministro das Relações Exteriores
- Louis Maurin - Ministro da Guerra
- Marcel Régnier – Ministro das Finanças
- Ludovic-Oscar Frossard – Ministro do Trabalho
- Léon Bérard – Ministro da Justiça
- François Piétri - Ministro da Marinha
- Louis de Chappedelaine - Ministro da Marinha Mercante
- Marcel Déat – Ministro do Ar
- Henri Guernut - Ministro da Educação Nacional
- René Besse – Ministro das Pensões
- Paul Thellier - Ministro da Agricultura
- Jacques Stern - Ministro das Colônias
- Camille Chautemps – Ministro das Obras Públicas
- Louis Nicolle - Ministro da Saúde Pública e Educação Física
- Georges Mandel - Ministro dos Correios, Telégrafos e Telefones
- Georges Bonnet - Ministro do Comércio e Indústria
- Joseph Paul-Boncour - Ministro de Estado e Delegado Permanente da Liga das Nações